# Helga Ziaja
Helga Ziaja (* 1955; † 24. Oktober 2013 in Bad Berka) war eine deutsche Schauspielerin.

## Leben
Helga Ziaja (verh. Helga Heine) absolvierte von 1972 bis 1976 ein Schauspielstudium an der Theaterhochschule Leipzig, das sie mit einem Diplom abschloss. Ihre erste große Rolle war das Gretchen in der Faust-Inszenierung von Fritz Bennewitz am Deutschen Nationaltheater Weimar. Nach Arbeiten an mehreren Theatern in der DDR war sie von 1982 bis 1986 an den Städtischen Bühnen Erfurt fest engagiert. Anschließend arbeitete sie freischaffend für Theater, Film und Fernsehen. Nach der Wende hatte sie mehrere Jahre ein Engagement am Deutschen Theater Göttingen. Von 1999 bis 2001 hatte sie in Weimar ein eigenes kleines Othello-Theater, in dem sie neben ihren Auftritten auch als Ausstatterin und Managerin wirkte. Mehrere Auftritte in Musicals, Operetten und Märchenaufführungen im Erfurter Theater folgten. Die Darbietung verschiedener literarisch-musikalischer Programme sowie Lieder- und Chansonabende waren wichtige Auftritte in ihrem Berufsleben.
Helga Ziaja starb, nur 58-jährig, in einem Hospiz in Bad Berka an einem Krebsleiden. Sie war mit dem Schauspieler Manfred Heine (1932–2019) verheiratet; das Ehepaar hinterließ zwei Töchter und einen Sohn.

## Filmografie
- 1979: Addio, piccola mia
- 1979: Lachtauben weinen nicht
- 1981: Unser kurzes Leben
- 2009: Unter Strom
- 2009: Schloss Einstein (Fernsehserie, 2 Episoden)

## Theater
- 1975: Johann Wolfgang von Goethe: Faust. Eine Tragödie. (Gretchen) – Regie: Fritz Bennewitz (Deutsches Nationaltheater Weimar)
- 1978: Bertolt Brecht: Die Mutter (Mascha) – Regie: Rüdiger Volkmer (Bühnen der Stadt Gera)
- 1982: Michail Schatrow: Blaue Pferde auf rotem Gras (Bürokratin) – Regie: Ekkehard Kiesewetter (Städtische Bühnen Erfurt)
- 1983: Friedrich Schiller: Maria Stuart (Maria Stuart, Königin von Schottland) – Regie: Ekkehard Kiesewetter (Städtische Bühnen Erfurt)
- 1984: Federico García Lorca: Bernarda Albas Haus (Magdalena) – Regie: Bernd Keßler (Städtische Bühnen Erfurt)
- 1986: Albert Wendt: Nachtfrost und Die wilden Wege – Regie: Christine Emig-Könning (Berliner Arbeiter-Theater)
- 1987: Christoph Hein: Lassalle fragt Herrn Herbert nach Sonja (Gräfin von Hatzfeld) – Regie: Ekkehardt Emig (Städtische Bühnen Erfurt)
- 1990: Kleinkunst: Lieder um die erste Republik rum – Regie: Uwe Lohse (Das Ei im Friedrichstadt-Palast Berlin)
- 1992: Gert Heidenreich: Der Wechsler – Regie: Heinz Engels (Deutsches Theater Göttingen)
- 1994: Bertolt Brecht: Der kaukasische Kreidekreis – Regie: Heinz-Uwe Haus (Deutsches Theater Göttingen)
- 1998: Georg Anton Benda: Medea (Medea) – Regie: Hermann Breuer (Ekhof-Theater Gotha)
- 2007: Peter Hacks: Ein Gespräch im Hause Stein über den abwesenden Herrn von Goethe (Charlotte von Stein) – Regie: ? (Theater im Palais Berlin)
- 2009: Emmerich Kálmán: Die Csárdásfürstin – Regie: Werner Schneyder (Theater Erfurt)
- 2010: Frederick Loewe: My Fair Lady – Regie: Hermann Keckeis  (Theater Erfurt)
- 2010: Dierk Hiemesch nach den Gebrüdern Grimm: Frau Holle (Frau Holle / Böse Stiefmutter) – Regie: Nils Düwell (Theater Erfurt – Studiobühne)
- 2013: Emmerich Kálmán: Gräfin Mariza (Fürstin Bozena Cuddenstein) – Regie: Guy Montavon (Theater Erfurt)